# Seseli fasciculatum
Seseli fasciculatum är en flockblommig växtart som först beskrevs av Jevgenij Korovin, och fick sitt nu gällande namn av Jevgenij Korovin och Boris Konstantinovich Schischkin. Seseli fasciculatum ingår i släktet säfferötter, och familjen flockblommiga växter. Inga underarter finns listade i Catalogue of Life.